# Shirley Ann Jackson
Shirley Ann Jackson (5 d'agost de 1946) és una física nord-americana, i la divuitena presidenta de l'Institut Politècnic Rensselaer. Va rebre el seu Ph.D. en física nuclear a l'Institut Tecnològic de Massachusetts el 1973, convertint-se en la primera dona afroamericana a aconseguir un doctorat en el MIT. És també la segona dona afroamericana dels Estats Units a obtenir un doctorat en física.

## Escolarització i vida primerenca
Jackson va néixer a Washington D.C. Els seus pares, Beatrice i George Jackson, la van educar fortament i la van animar en la seva escolarització. El seu pare va impulsar el seu interès en la ciència, ajudant-la amb els seus projectes per a les seves classes de ciència. A l'Institut de Roosevelt, Jackson va seguir avançats programes en matemàtica i ciència, i el 1964 es va graduar amb les millors qualificacions.
Jackson va començar classes en el MIT el 1964 com una de les vint alumnes afroestadounidenses i l'única estudiant de física teòrica. Com a estudiant, ella va treballar de voluntària a l'Hospital de Ciutat de Boston i va tutoritzar alumnat en el Roxbury YMCA. Va obtenir el seu grau bachelor el 1968, escrivint la seva tesi sobre Física de l'estat sòlid.
Jackson va triar quedar-se en el MIT per al seu treball doctoral, en part per animar a l'alumnat afroamericà a presentar-se a la institució. Va treballar en Física de partícules per la seva Ph.D., la qual va finalitzar el 1973, sent la primera dona afroamericana a obtenir un grau de doctorat del MIT. La seva recerca va estar dirigida per James Young. Jackson, la segona dona afroamericana als Estats Units a obtenir un doctorat en física.

## Carrera
Com a investigadora postdoctoral de partícules subatòmiques durant la dècada de 1970, Jackson va estudiar i va dirigir laboratoris de física als Estats Units i a Europa.